# Jennifer Cashmore
Hon. Jennifer Lilian Cashmore (Alternativname: Jennifer Lilian Adamson; * 5. Dezember 1937; † 10. Juni 2024) war eine australische Politikerin der Liberal Party, die zwischen 1977 und 1993 Mitglied des South Australian House of Assembly sowie zeitweise Ministerin war. Sie war die dritte Frau, die in das House of Assembly gewählt wurde.

## Leben
Jennifer Lilian Cashmore besuchte die Walford Anglican School for Girls und war zeitweise in den Bereichen Journalismus sowie Werbetexterstellung tätig. Bei der Senatswahl am 13. Dezember 1975 kandidierte sie für die Liberal Party für den Bundesstaat South Australia für ein Mandat im Australischen Senat, belegte mit 672 Stimmen jedoch nur den letzten Platz der sechs Kandidaten ihrer Partei, von denen vier zu Bundessenatoren gewählt wurden. Sie wurde unter ihrem Ehenamen Adamson bei der Wahl am 17. September 1977 für die Liberal Party im Wahlkreis Coles erstmals zum Mitglied der South Australian House of Assembly gewählt, des Unterhauses des Parlaments von South Australia, und löste dabei Des Corcoran von der Australian Labor Party (ALP) ab, der in dem neu geschaffenen Wahlkreis Hartley gewählt wurde. Nach der Liberalen Joyce Steele (7. März 1959) und der Labor-Abgeordneten Molly Byrne (6. März 1965) war sie die dritte Frau, die in das House of Assembly gewählt wurde. Sie selbst vertrat den Wahlkreis Coles bis zu ihrem Verzicht auf eine erneute Kandidatur bei der Wahl am 11. Dezember 1993, woraufhin ihre Parteifreundin Joan Hall, die Ehefrau des früheren Premiers der Liberals Steele Hall, in diesem Wahlkreis gewählt wurde.
Nach dem Sieg der Liberal Party bei der Wahl am 15. September 1979 wurde Jennifer Adamson am 18. September 1979 in die Regierung von Premier David Tonkin berufen und fungierte in dieser bis zum 10. November 1982 zeitgleich als Gesundheitsministerin (Minister of Health) sowie als Tourismusministerin (Minister of Tourism). Am 13. Januar 1983 wurde ihr der Höflichkeitstitel The Honourable verliehen. Nach ihrer Scheidung von ihrem ersten Ehemann nahm sie 1986 wieder ihren Mädchennamen Cashmore an. Sie galt als „grünes Gewissen“ der Liberalen Partei und war das erste Mitglied ihrer Partei, das vor der Wahl am 25. November 1989 Fragen zur finanziellen Rentabilität der Staatsbank aufwarf. Am 11. Mai 1992 bewarb sie sich um die Führung ihrer Partei gegen John Olsen und Dean Brown, den späteren Sieger.
Für den Dienst für die Gemeinschaft, insbesondere in den Bereichen Palliativpflege, Frauenfragen und wirtschaftliche Entwicklung sowie für das südaustralische Parlament wurde Jennifer Cashmore ferner im Rahmen des Australia Day am 26. Januar 1998 zum Member des Order of Australia (AM) ernannt.
Jennifer Cashmore war zwei Mal verheiratet, zunächst in erster, 1986 geschiedener Ehe mit dem Unternehmer Ian Adamson. Aus dieser Ehe gingen drei Kinder hervor. Ihre älteste Tochter ist die Diplomatin Frances Adamson (* 1961), die zwischen 2011 und 2016 Botschafterin in der Volksrepublik China war und seit 2021 Gouverneurin von South Australia ist, während ihre jüngere Tochter Christine Adamson ist seit 2011 Richterin am Supreme Court of New South Wales. Ihr einziger Sohn Stuart Adamson ist Geistlicher der Anglican Church of Australia. 1988 heiratete sie in zweiter Ehe den Journalisten und Schriftsteller Stewart Cockburn (1921–2009).

## Veröffentlichung
- A Chance in Life, Ferguson Publications Glen Osmond, South Australia 1991